# Mal natural

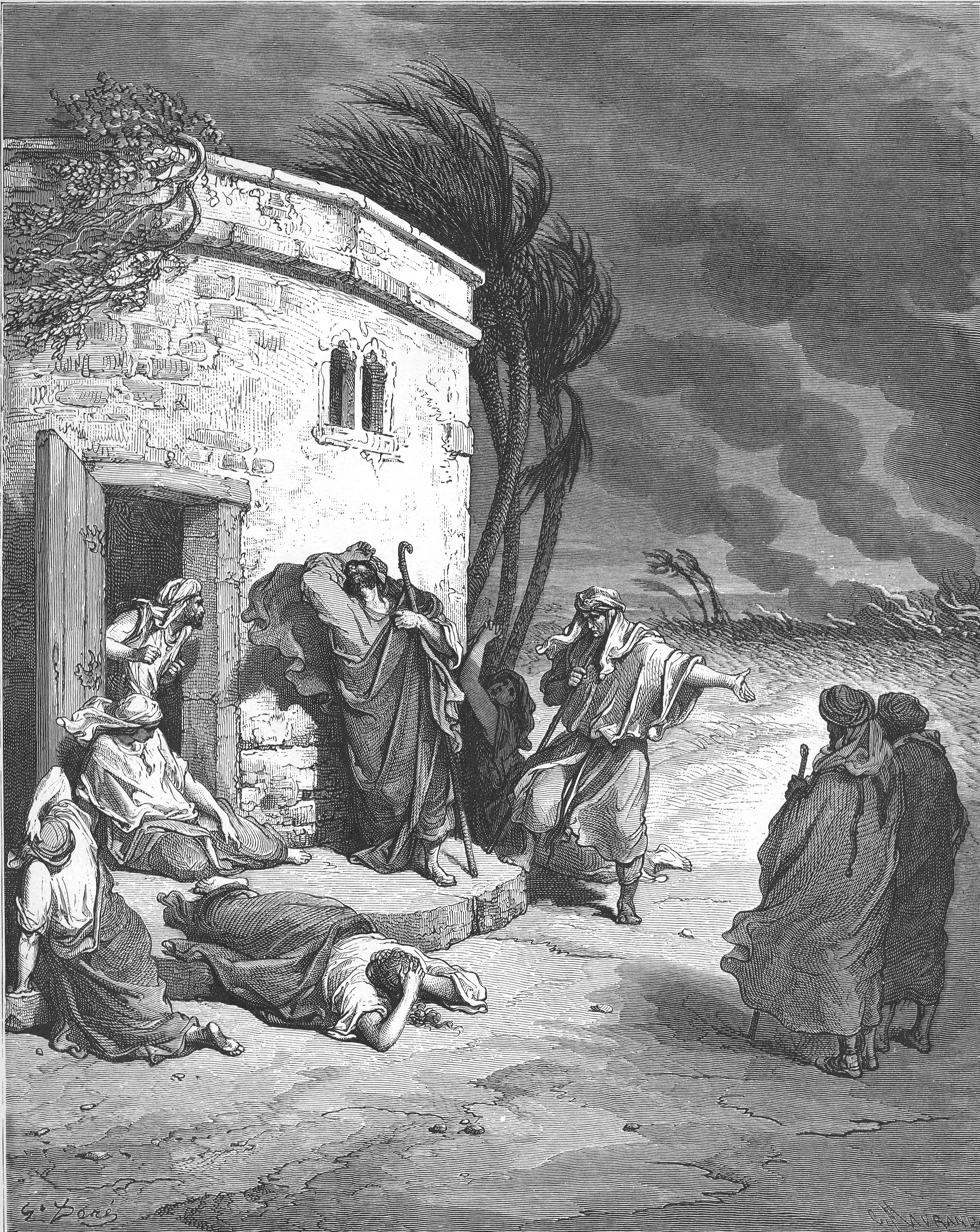
Gustave Doré : La Biblia inglesa de Doré "Job oye hablar de sus desgracias" (Job 1: 1–22)

El mal natural es el resultado de procesos naturales por lo que "ningún ser humano puede ser moralmente responsable por el mal resultante" y se deriva principalmente del funcionamiento de las leyes de la naturaleza.
Para otros, como los teólogos cristianos, el mal natural es el resultado indirecto del pecado original al igual que los males morales, aunque el mal moral es "causado por la actividad humana" directamente. Algunos teólogos incluso argumentan que el mal natural es perpetrado directamente por agentes demoníacos o ángeles caídos. Los ateos argumentan que la existencia del mal natural desafía la creencia en la existencia, omnibenevolencia u omnipotencia de Dios o de cualquier deidad.

## Naturaleza del mal natural

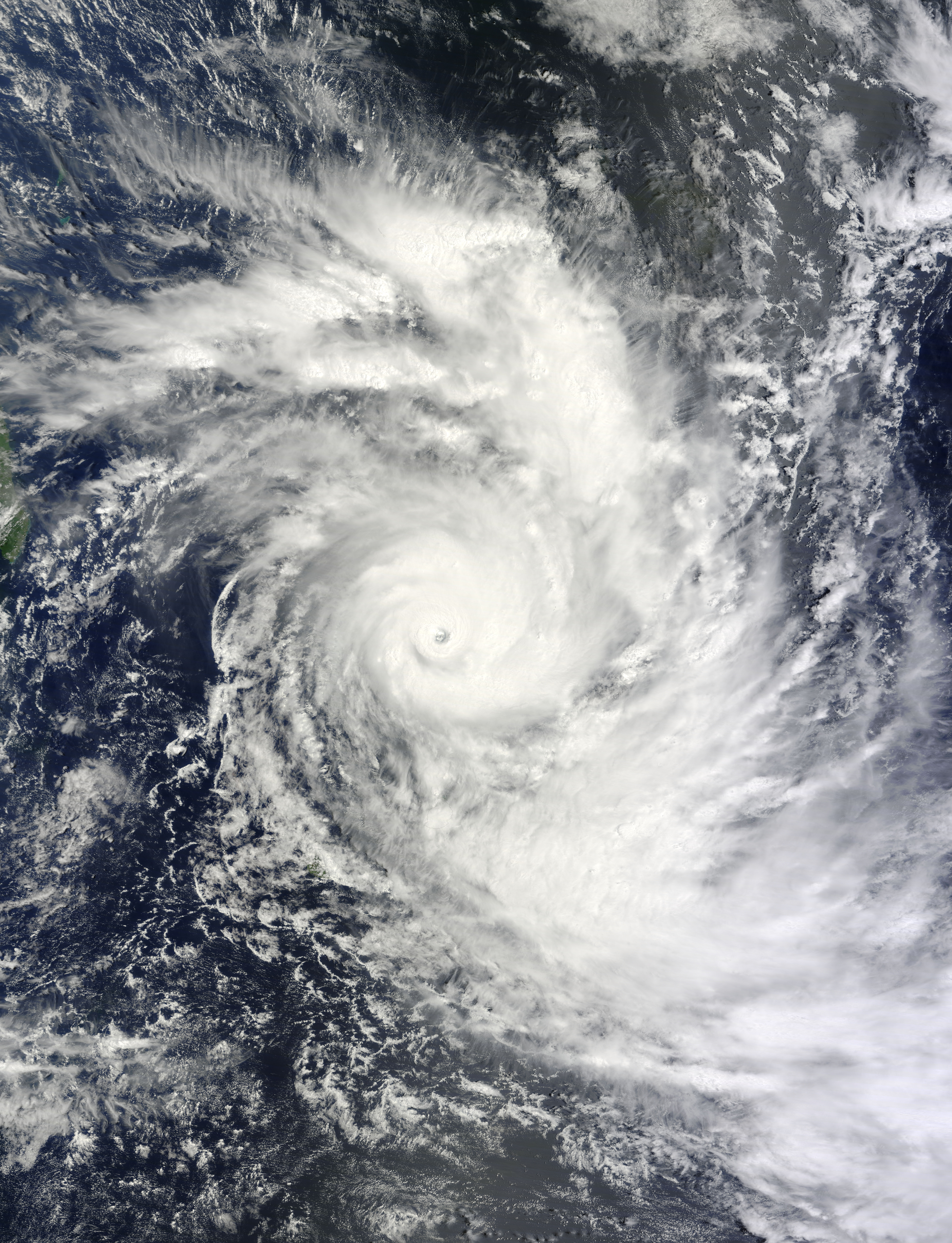
Bansi 2015-01-13 0625Z

El mal natural sólo tiene víctimas y generalmente se considera que es el resultado de procesos naturales. El "mal" así identificado es malvado sólo desde la perspectiva de los afectados y que lo perciben como una aflicción. Los ejemplos incluyen el cáncer, los defectos de nacimiento, los tornados, terremotos, tsunamis, huracanes y otros fenómenos que infligen sufrimiento sin aparentemente ningún bien que los acompañe y los mitigue. El filósofo John Stuart Mill desarrolló ampliamente esta idea en su ensayo póstumo On nature.
En la Biblia, Dios es presentado como el último creador y perpetrador, ya que “el sol, la luna y las estrellas, la actividad celestial, las nubes, el rocío, las heladas, el granizo, los relámpagos, la lluvia, la nieve, los truenos y el viento están sujetos a la influencia de Dios."  A continuación se muestran ejemplos de males naturales atribuidos a Dios:
- Inundaciones: Dios trajo “una inundación de aguas sobre la tierra” (Génesis 6:17).
- Truenos, granizo, relámpagos: Dios “envió truenos y granizo, y descendió fuego” (Éxodo 9:23).
- Viento destructivo: Dios envió un "gran viento" que destruyó la casa de Job y mató a su familia ( Job 1:19).
- Terremoto: Por el Señor "la tierra será sacudida" (Isaías 13:13).
- Sequía y hambruna: Dios apagará las lluvias, para que ni la tierra ni los árboles produzcan frutos (Levítico 26: 19-20).
- Incendios forestales: Dios dice: “Di al bosque del sur: 'Encenderé un fuego en ti, y devorará todo árbol verde en ti y todo árbol seco'” (Ezequiel 20:47).

Sin embargo, algunos teólogos enfatizan que, aunque Dios es el perpetrador final, el mal natural es, en realidad, perpetrado directamente por Satanás y sus demonios. Esto se ejemplifica en cómo se describe a Satanás como el autor directo del sufrimiento de Job en el Libro de Job.
El teísmo tradicional (por ejemplo Tomás de Aquino) distingue entre la voluntad de Dios y el permiso de Dios, afirmando que si bien Dios permite el mal, no lo quiere. Esta distinción es compartida por algunos teístas abiertos modernos, por ejemplo Gregory A. Boyd, quien escribe: "La bondad divina no controla completamente ni en ningún sentido controlará el mal". Santo Tomás de Aquino explicó en parte esto en términos de causalidad primaria y secundaria, según la cual Dios es la causa primaria (o trascendente) del mundo, pero no la causa secundaria (o inmanente) de todo lo que ocurre en él. Tales relatos explican la presencia del mal natural a través de la historia de la caída del hombre, que afectó no solo a los seres humanos, sino también a la naturaleza (Génesis 3: 16-19).
Especialmente desde la Reforma, la distinción entre la voluntad y el permiso de Dios, y entre la causalidad primaria y secundaria, ha sido cuestionada, en particular por Juan Calvino. Entre los herederos modernos de esta tradición, Mark R. Talbot atribuye el mal a Dios: "La preordenación de Dios es la razón última por la que todo ocurre, incluida la existencia de todas las personas y cosas malas y la ocurrencia de cualquier acto o evento malvado". Tales modelos de la preordenación completa de Dios y la voluntad directa de todo lo que sucede conducen a las doctrinas de la doble predestinación y la expiación limitada.

## Maldad natural versus moral
Jean Jacques Rousseau respondió a las críticas de Voltaire a los optimistas señalando que el juicio de valor requerido para declarar el terremoto de Lisboa de 1755 como un mal natural ignoraba el hecho de que el esfuerzo humano de la construcción y organización de la ciudad de Lisboa también tenía la culpa, por los horrores contados ya que habían contribuido al nivel de sufrimiento. Después de todo, fueron los edificios que se derrumbaron, los incendios y el estrecho confinamiento humano lo que provocó gran parte de la muerte.
La cuestión de si los desastres naturales como los huracanes pueden ser un mal natural o moral se complica por la nueva comprensión de los efectos, como el calentamiento global, de nuestras acciones colectivas sobre eventos que anteriormente se consideraban fuera de nuestro control. No obstante, incluso antes del comienzo de la Revolución Industrial (que muchos creen que fue el punto de inicio del calentamiento global), los desastres naturales (por ejemplo, terremotos, volcanes, tsunamis, inundaciones, incendios, enfermedades, etc.) ocurrieron regularmente y no se pueden atribuir a las acciones de los humanos. Sin embargo, las acciones humanas exacerban los efectos perniciosos de los desastres naturales. El Fondo Mundial para la Naturaleza (WWF) dice que la actividad humana es un factor clave que convierte "los fenómenos meteorológicos extremos en desastres naturales mayores". Por ejemplo, la “deforestación y el desarrollo de llanuras aluviales” por parte de los humanos convierten las lluvias abundantes en “inundaciones y deslizamientos de tierra devastadores”. Cuando los seres humanos dañan los arrecifes costeros, eliminan los manglares, destruyen los sistemas de dunas o limpian los bosques costeros, "los eventos costeros extremos causan muchas más pérdidas de vidas y daños". Los daños causados por los tsunamis varían "según el alcance de la protección del arrecife y la cobertura restante de manglares".
En Europa, el desarrollo humano ha "contribuido a inundaciones más frecuentes y regulares". En los terremotos, las personas a menudo sufren lesiones o la muerte debido a "edificios mal diseñados y construidos".
En los Estados Unidos, los incendios forestales que destruyen vidas y propiedades no son "completamente naturales". Algunos incendios son causados por la acción humana y el daño infligido a veces se magnifica por la construcción "en áreas remotas propensas a incendios". Se ha demostrado que las condiciones contaminantes en Occidente que "pueden causar importantes problemas de salud humana" son "un resultado directo de la actividad humana y no parte del sistema natural".
En resumen, hay evidencia de que algún mal "natural" resulta de la actividad humana y, por lo tanto, contiene un elemento de mal moral.

## Desafío a las creencias religiosas
El mal natural (también llamado mal no moral) es un término generalmente utilizado en las discusiones sobre el problema del mal y la teodicea que se refiere a estados de cosas que, considerados en sí mismos, son los que forman parte del mundo natural, y también lo son. independiente de la intervención de un agente humano. Tanto el mal natural como el moral son un desafío para los creyentes religiosos. Muchos ateos afirman que el mal natural es una prueba de que no hay Dios, al menos no uno omnipotente, omnibenevolente, ya que tal ser no permitiría que tal mal le sucediera a su creación. Sin embargo, la posición deísta establece que la intervención de Dios para prevenir tales acciones (o cualquier intervención) no es un atributo de Dios.